# Битка при Тичино
Битката при Тичино е през ноември 218 пр.н.е. между войските на картагенския генерал Ханибал и римския генерал и консул Публий Корнелий Сципион. Битката се състои до близката река Ticinus (на бг: Тичино). Тя е първата битка на Втората пуническа война, която се състои на италианска земя.
След като Ханнибал напуска по суша Испания в посока Италия, Сципион води легионите си по море от Пиза към Марсилия.
Ханибал пристига в Италия през октомври 218 пр.н.е.
и се опитва да привлече там живеещите
галски племена и боии.
Сципион пресича по направен от него мост реката По и се настанява наблизо до р. Тичино, недалече от лагера на Ханибал. Последвалата битка през ноември се локализира до близкия днешен град Вигевано (в провинция Павия).
Ханибал Барка е с около 6.000-на кавалерия. Сципион има около 2.500 души пехота и около 1.500 души кавалерия. Картаген побеждава. Общо загубите на двете страни е минимална.
При битката Сципион е тежко ранен и спасен от неговия 18-годишен син със същото име Публий Корнелий Сципион.
През нощта ок. 2200 войници от помощната галска войска на Сципион бягат при противника. Сципион настанява лагера си след това на малък хълм близо до река Требия, където на 18 декември 218 пр.н.е. се състои битката при Требия.